# Hunasekuppe, Heggadadevankote
Hunasekuppe là một làng thuộc tehsil Heggadadevankote, huyện Mysore, bang Karnataka, Ấn Độ.